# Villaescusa de Palositos
Villaescusa de Palositos es un pueblo deshabitado de la provincia de Guadalajara (España). Su antiguo término municipal está actualmente integrado en el municipio de Peralveche y buena parte se encuentra en manos privadas. 
Villaescusa nunca tuvo ni tiene carretera, por lo que las únicas vías de comunicación son los caminos públicos que la unían con los pueblos de su entorno.

## Historia
La historia de Villaescusa comienza con la reconquista a finales del siglo XI. Tras la conquista de Huete, poco después de la de Toledo en 1085 por Alfonso VI de Castilla, estas tierras pasan a la Corona de Castilla. Villaescusa es una aldea del común de villa y tierra de Huete, uno de los meridionales más extensos y que llegaba a limitar al sur con el de la actual provincia de Cuenca.
Ya en el Catastro de Ensenada de 1752 se denomina el pueblo como «Villa Escusa de Palos Hitos», y en el Diccionario geográfico de España y sus colonias de Pascual Madoz (1863) aparece como «Villaescusa de Palos Hitos».
Está situada en la Ruta de la Lana Camino de Santiago, entre Salmerón y Viana de Mondéjar.

## Demografía
| Gráfica de evolución demográfica de Villaescusa de Palositos entre 1842 y 1970 |
| |
| Población de derecho según los censos de población del INE Población de hecho según los censos de población del INEEntre el censo de 1981 y el anterior, este municipio desaparece porque se integra en el municipio Peralveche |

## Monumentos
- Iglesia de la Asunción (siglo XIII).

Declarada Bien de Interés Cultural, con categoría de Monumento, en junio de 2012.
Esa declaración únicamente ha servido para acelerar su degradación y ruina por el abandono a que está sometida por los responsables de su conservación.
El incumplimiento de la ley es manifiesto en este caso.